# Страйк (телесериал)
«Страйк» (англ. Strike, в США и Канаде — англ. C.B. Strike) — британский детективный телесериал компании BBC, экранизация серии романов Джоан Роулинг о частном детективе Корморане Страйке. Сериал экранизирует каждую новую книгу цикла по мере их выхода — на данный момент сняты экранизации шести книг: «Зов кукушки», «Шелкопряд», «На службе зла», «Смертельная белизна», «Дурная кровь», «Чернильно-чёрное сердце».
Первые пять эпизодов, основанные на первых двух книгах, выходили с 27 августа по 17 сентября 2017 года. Следующие два эпизода, основанные на третьей книге, выходили с 25 февраля по 4 марта 2018 года. Показ четвёртого сезона, основанного на четвёртой книге, состоялся в период с 30 августа по 13 сентября 2020 года. Выход 5 сезона по пятой книге состоялся в период с 11 по 19 декабря 2022 года. Премьера 6 сезона по шестой книге серии состоялась 16 декабря 2024 года.

## Описание

### Сюжет
Ветеран войны Корморан Страйк, потерявший в бою ногу, становится частным детективом. Он работает в маленьком офисе на Денмарк-стрит в Лондоне. Несмотря на свои психологические и физические проблемы, полученные на полях сражений, он старается вести обычную повседневную жизнь — и ему удаётся раскрывать самые запутанные дела. Робин Эллакотт начинает работать его временным секретарём, но впоследствии становится надёжным напарником и помощницей в расследованиях — это не нравится её жениху Мэттью, который видит в Корморане своего соперника.
В первом сезоне детективы изучают обстоятельства гибели юной супермодели Лулы Лэндри, по версии полиции — совершившей самоубийство. В продолжении истории жена скандально известного писателя Оуэна Куайна нанимает Страйка и Робин для поиска её пропавшего мужа — вскоре Корморан находит изуродованное тело автора, погибшего при тех же обстоятельствах, что и его персонаж в рукописи новой книги «Шелкопряд», порочащей коллег и близких Куайна. В третьей части кто-то из прошлого Корморана пытается подставить его, сделав главным подозреваемым в убийстве девочки-подростка.
Четвёртый сезон начинается с того, что министр Джаспер Чизуэлл просит Корморана помочь ему избавиться от шантажиста, а странный юноша по имени Билли появляется в офисе детективов, утверждая, что в детстве стал свидетелем убийства маленькой девочки. В этом преступлении были замешены дети министра, а также старший брат Билли.
Пятая часть сериала сконцентрирована на расследовании событий далёкого прошлого — женщина обращается к Страйку с просьбой выяснить, при каких обстоятельствах 40 лет назад пропала без вести её мать. Вместе с тем, Страйк переживает семейную трагедию, пока близкий ему человек медленно умирает от рака. Робин начинает новую самостоятельную жизнь, согласовывая условия развода с Мэттью.

### Эпизоды
Эпизоды выходили четырьмя блоками (англ. series): в первый вошли эпизоды-экранизации первой и второй книги, далее каждому блоку соответствовала одна книга.
| Книга | Книга                   | Эпизоды | Режиссёр        | Сценарий    | Дата премьеры    | Дата премьеры    |
| Книга | Книга                   | Эпизоды | Режиссёр        | Сценарий    | Первый эфир      | Последний эфир   |
| ----- | ----------------------- | ------- | --------------- | ----------- | ---------------- | ---------------- |
| 1     | Зов кукушки             | 3       | Майкл Кейллор   | Бен Ричардс | 27 августа 2017  | 3 сентября 2017  |
| 2     | Шелкопряд               | 2       | Кирон Хоукс     | Том Эдж     | 10 сентября 2017 | 17 сентября 2017 |
| 3     | На службе зла           | 2       | Чарльз Старридж | Том Эдж     | 25 февраля 2018  | 4 марта 2018     |
| 4     | Смертельная белизна     | 4       | Сьюзен Талли    | Том Эдж     | 30 августа 2020  | 13 сентября 2020 |
| 5     | Дурная кровь            | 4       | Сьюзен Талли    | Том Эдж     | 11 декабря 2022  | 19 декабря 2022  |
| 6     | Чернильно-чёрное сердце | 4       | Сьюзен Талли    | Том Эдж     | 16 декабря 2024  | 24 декабря 2024  |
| 7     | Бегущая могила          | TBA     | TBA             | Том Эдж     | TBA              |                  |

## В ролях

### Основной состав
- Том Бёрк — Корморан Страйк
- Холлидей Грейнджер — Робин Эллакотт

### Второстепенный состав
Персонажи, которые появляются в нескольких частях сериала:
- Керр Логан — Мэтью Канлифф
- Бен Кромптон — Штырь
- Наташа О’Кифф — Шарлотта Кэмпбелл (Росс)
- Джек Гринлис — Сэм Барклай
- Кристина Коул — Иззи Чизуэлл
- Рут Шин — Пэт Чонси
- Киерстон Уоринг — Леда Страйк
- Сара Суини — Люси
- Киллиан Скотт — Эрик Уордл
- Антониа Кинлэй — Сара Шедлок
- Николас Агню — Том Тарви
- Саргон Йелда — Ричард Энстис
- Энн Акинджарин — Ванесса Эквензи
- Кэйтлин Иннес Эдвардс — Илса
- Сьюзанн Барден — Линда Эллакотт
- Пол Баттерворт — Майкл Эллакотт
- Джои Джонси — Мартин Эллакотт

### Приглашённые актёры
Зов кукушки:
- Мартин Шоу — Тони Лэндри
- Лео Билл — Джон Бристоу
- Эларика Джонсон — Лула Лэндри
- Шан Филлипс — леди Иветта Бристоу
- Бронсон Уэбб — Эван Даффилд
- Тара Фицджеральд — Тензи Бестиги
- Кевин Фуллер — Фредди Бестиги
- Кадифф Кирван — Ги Соме
- Дэвид Эйвери — Нико Коловас-Джонс
- Эмбер Андерсон — Киара Портер
- Тезлим Синьо-Сакуту — Рошель Онифад
- Брайан Новелл — Деррик Уилсон
- Абубакар Салим — Джона Агейман
- Jazz Cartier — Диби Макк

Шелкопряд:
- Моника Долан — Леонора Куайн
- Сара Горди — Орландо Куайн
- Доминик Мафэм — Джерри Уолдегрейв
- Дороти Аткинсон — Кэтрин Кент
- Тим Макиннерни — Дэниэл Чард
- Питер Салливан — Эндрю Фэнкорт
- Джереми Свифт — Оуэн Куайн
- Лия Уильямс — Элизабет «Лиз» Тассел
- Тамзин Топольски — Элли Фэнкорт
- Джои Бети — Эл Рокби
- Кэти Бэйли — Джесс
- Том Гривс — Уильям Бэйкер
- Ален Аттард — Ник
- Рейчел Белл — Эдна
- Арета Али — Фрэнки

На службе зла:
- Эндрю Брук — Найалл Брокбанк
- Джессика Ганнинг — Холли Брокбанк
- Мэтт Кинг — Джефф Уиттакер
  - Люк Буйс — Джефф Уиттакер в молодости
- Нил Маскелл — Дональд Лэнг
- Ферн Дикон — Келси Платт
- Мишелль Боннард — Хэйзел Фёрли
- Эммануэлла Коул — Алисса Винсент

Смертельная белизна:
- Ник Блад — Джимми Найт
- Джозеф Куинн — Билли Найт
- Роберт Гленистер — Джаспер Чизуэлл
- Софи Уинклман — Кинвара Чизуэлл
- Кристина Коул — Иззи Чизуэлл
- Адам Лонг — Рафф Чизуэлл
- Натали Гамиди — Лорелей Беван
- Саффрон Кумбер — Флик Пардю
- Дэнни Ашок — Аамир Малик
- Анна Кэннингс — Дэлла Уинн
- Роберт Пью — Герайнт Уинн
- Брона Во — Дон Клэнси
- Натали Уолтер — Физзи
- Люси Бразерс — Джуди МакМюрран
- Сэмюэль Оутли — Джордж Лейборн
- Сила Карсон — Генри Драммонд

Дурная кровь:
- Абигейль Лоури — Марго Бамборо
- Софи Уорд — Анна Фиппс
- Линда Бассетт — Джоан Нэнкэрроу
  - Кейт Спик — Джоан в молодости
- Иан Редфорд[англ.] — Тед Нэнкэрроу
  - Келвин Дин — Тед в молодости
- Фионнула Флэнаган — Уна Кеннеди
  - Женевьев Халм-Биман — Уна в молодости
- Робин Аксвит — Стив Даутвэйт
  - Джек Моррис — Стив в молодости
- Джайлс Мэтти — Пол Сэчуэлл
- Чери Ланги — Глория Конти
  - Джесси Импиаззи — Глория в молодости
- Джейкоб Джеймс Бесвик — Лука Риччи
- Дэниэл Пикок — Нико Риччи
- Филл Лэнгхорн — Детектив Саймон Лейборн
- Сэмюэль Оутли — Детектив Джордж Лейборн
- Морган Джонс — Детектив Билл Талбот
- Криспин Леттс — Грегори Талбот
- Чарли Прайс — Корморан в детстве
- Анна Калдер-Маршалл — Дженис Битти
  - Элиз Коллингс — Дженис в молодости
- Кэрол Макриди — Айрин Хиксон
- Майкл Бирн — Рой Фиппс
  - Сэм Вулф — Рой Фиппс в молодости
- Джонни Грин — Джонатан Эллакотт
- Молли Холдер — Луиз Такер
- Кеннет Крэнем — Деннис Крид
- Джонас Армстронг — Соул Моррис
- Трейси Уайлс — Донна Даймонд
- Сутара Гейли — Ким Салливан
- Мадав Шарма — Доктор Гупта
- Филип Корнвелл — Карл Оукден
- Сайру Лоу — Макс Приствуд
- Кэрис Боукетт — Синтия

Чернильно-чёрное сердце:
- Дэвид Уэстхэд — Грант Ледвелл
- Кевин Бишоп — Уолли Кардью
- Кристиан МакКей — Иниго Апкотт
- Эмма Филдинг — Катя Апкотт
- Джек Донохью — Гас Апкотт
- Тупеле Доргу — Мидж Гринстрит
- Джеймс Нельсон-Джойс — Пэз Пирс
- Эллиз Чеппелл — Киа Нивен
- Юэн Бэйли — Нильс Де Юнг
- Джейкоб Абрахам — Джош Блай
- Стивен Хэйган — Ричард Мёрфи
- Люк Норрис — Филлип Ормонд
- Миррен Мак — Иди Ледвелл